# 松澤登
松澤 登（まつざわ のぼる、1971年6月5日 - ）は、長野県諏訪市出身のベーシストである。

## 来歴
地元長野でEF-LAME(エフレイム)結成。第二回ローランド・ニューエイジ・コンテスト決勝進出。当時高校生でありながら、BMGビクター賞(奨励賞)獲得。
上京後、Buddastick transparent、加入。アンビエントテクノを取り入れ、ステージ上にプロジェクターで映像を流す等、当時は画期的な試みで話題になる。活動中止を経て、decorating in calm名義で復活。   
バンド活動と平行してサポートとしての活動を開始。SD sonyのアーティスト等多数に参加。 名古屋出身のユニットsatisfactionサポート参加(ドラム　牟田昌広)
Number the. （リーダー　富澤タク）加入。現在も活動中。
WIPEOUT加入。　自主で１枚、フォーライフのインディーレーベルより2枚ミニアルバムをリリース。フォーライフの"BOØWY Respect"に参加。
大人計画宮藤官九郎脚本舞台"キラークイーン666"にバックバンドとして出演。
OCEAN(vo 沖野俊太郎)加入。
休止していたNumber the.の活動が再開する。2009年7月22日『1st』リリース
東日本大震災により、予定していたアルバムリリースが延期、リーダー富澤が福島出身という事も有り、  精力的にチャリティライブ等に参加。神宮外苑花火大会 復興応援東北スペシャル(宮藤官九郎と中村雅俊とナンバーザで出演)、LIVE福島 風とロックSUPER野馬追等。
2012年１月２５日Number the.2ndアルバム『ナイトソングス』リリース
Number the. 富澤タクソロサポート両名義でフジロック2016出演
2019年　富澤タクソロのサポートでライブ出演、数年前から始めたチェロも演奏。
2020年　サポートドラムに高橋まことを加え、いわきフェス出演予定だったが、新型コロナウィルスの為イベント中止。

## エピソード
Buddastick transparent時代の対バンはまだ九州で活動していたナンバーガール等居たらしい。
スタジオ勤務の経験も有り、機材の修理、製作が得意。
現在使用してる歪みエフェクターも自家製品
アンペグベースアンプを修理の為、自宅で全部バラし、共に過ごす。周囲からアンペグと川の字で寝てる人と呼ばれる。